# Blutfahne
Die Blutfahne, auch das Blutbanner, war im Heiligen Römischen Reich das Zeichen der ursprünglich nur dem König zustehenden Blutgerichtsbarkeit. Die Blutfahne war eine – wie alle Fahnen dieser Zeit – quadratische, rote Fahne. Als die Landesherren seit dem 13. Jahrhundert auch mit der Blutgerichtsbarkeit belehnt wurden (Blutbann), wurde das Blutbanner als Zeichen des Lehens dem Lehnsmann zusammen mit dem Wappenbanner des territorialen Lehens übergeben, mit dem der Blutbann verknüpft war.
Einige der Belehnten nahmen das Zeichen des Blutbanners auch als sogenanntes Regalienfeld in ihre Wappen auf.
Als Blutfähnlein bezeichneten Landsknechte auch den verlorenen Haufen eines Regiments.